# Романюк Петро Леонтійович
Петро́ Лео́нтійович Романю́к (нар. 11 серпня 1926, с. Оринин, Кам'янець-Подільський район, Хмельницька область — пом. 14 червня 2014, м. Чернівці) — український журналіст, редактор. Перший керівник редакції телебачення на Буковині, перший голова комітету по телебаченню і радіомовленню. Стояв у витоків створення Чернівецького обласного телебачення. Був першим редактором передачі Телевізійний палац культури «Сяйво», яку побачили буковинці на своїх телевізійних екранах 12 жовтня 1961 р. Голова Чернівецького обласного комітету по телебаченню і радіомовленню (1971-1979 рр.).

## Життєпис
Петро Леонтійович Романюк народився 11 серпня 1926 року в с. Оринин, нині Кам'янець-Подільського району Хмельницької області в багатодітній сім'ї селян. У травні 1944 р. добровольцем пішов на фронт. Воював на 3-му Білоруському. Був тяжко поранений. Повернувся додому інвалідом. Після завершення Великої Вітчизняної війни став до мирної праці: був учителем сільської школи, працював у райкомі комсомолу. Закінчив (1958) філологічний факультет Чернівецького державного університету, почав журналістську діяльність. З лютого 1953 р. П. Л. Романюк працював відповідальним (старшим) редактором громадсько-політичного мовлення Чернівецького обласного радіо, першим керівником редакції телебачення Буковини, заступником голови (1965—1971 рр.), головою Чернівецького обласного телерадіокомітету (1971—1979).

## Творча, громадська діяльність
Петро Леонтійович Романюк був ініціатором та організатором становлення телебачення на Буковині. Автор створення і автор десятків сценаріїв найпопулярнішої в області та за її межами передачі Телевізійний палац культури «Сяйво». Один з ініціаторів створення на телебаченні редакції передач молдавською мовою. Член Спілки журналістів України (СЖУ). П'ять років очолював обласну організацію СЖУ. У червні 1975 р. обраний депутатом Чернівецької міської ради, очолював постійну депутатську комісію з питань культури. Впродовж кількох років був членом тарифікаційної комісії обласного управління культури з питань присвоєння кваліфікаційних категорій митцям. З 1979 р. працював в обласній газеті «Радянська Буковина». Після виходу на пенсію (1982) П. Романюк весь час поєднував свою роботу з активною журналістською діяльністю. Помер 14 червня 2014 р. Похований у м.Чернівці.

## Колеги про митця
|  | Ця людина до кінця була віддана нелегкій, Богом визначеній професії. Нині у золотому фонді телерадіокомпанії зберігаються сотні передач, створені у часи керівництва Петра Леонтійовича Романюка, на мікрофонних папках яких стоїть його підпис — благословення до ефіру. У них — горіння і його душі, любов і його серця, дух одержимості і високого творчого злету. Як керівнику йому були притаманні найкращі риси лідера: принциповість і діловитість, активність і ініціативність, талант організатора, а головне — велика любов до людей. За роки роботи йому вдалося сформувати справді творчий колектив журналістів, режисерів, телеоператорів. Готували прямі включення на Київ та Москву, виходили з прямими ефірами на Інтербачення та Євробачення, завдяки чому про Буковину дізнався світ. Саме йому належала ідея створення знакової телепрограми «Сяйво», яка мала значний резонанс у телеглядачів не лише Буковини, а й Тернопільської, Івано-Франківської, Хмельницької областей і навіть — Молдови та Румунії |

## Доробок
- З виру життя: Збірка думок і роздумів (1998)
- Батькова криниця (1998)
- Розбита могила (1998)
- Маруха. Оповідання (2000)
- Шумовиння (2000)
- Земляки (2000)
- Брати мої (2001)
- Віншування з нагоди… (2004)

## Нагороди, відзнаки
Нагороджений 12-ма ювілейними медалями. За сумлінну роботу удостоєний багатьох подяк, почесних грамот обласного, республіканського, союзного рівнів. У листопаді 1974 р. нагороджений найвищою відзнакою держтелерадіо СРСР — почесним званням «Відмінник телебачення і радіо».
- Орден Вітчизняної війни 1 ступеня (1985)
- Орден «За мужність» (1999)
- Медаль «За бойові заслуги» (1947)
- Медаль «За перемогу над Німеччиною у Великій Вітчизняній війні 1941—1945 рр.» (1946)
- Медаль «За трудову доблесть» (1947)
- Медаль «За доблесну працю» (1970)
- Медаль «Ветеран праці» (1982)
- Медаль Жукова (1998)
- Відзнакою Президента України «Захиснику Вітчизни» (1999)
- Пам'ятний знак «50 років визволення України» (1998)
- Медаль «60 років визволення України від фашистських загарбників» (2004)